# BONNIE PINK
BONNIE PINK（ボニー・ピンク、1973年4月16日 - ）は、日本の女性シンガーソングライター。本名は浅田 香織（あさだ かおり）。京都市上京区の西陣地区出身。所属マネージメント事務所はタイスケ。所属レコード会社はワーナーミュージック・ジャパン。公式ファンクラブ名は「Bonnie Link」。身長は160cm。

## 人物
「BONNIE PINK」という芸名は、それぞれの単語の響きと保守的でない印象の色の「Pink」から考案された。もともとはBonnie Pinkという表記だったが、2001年某日から姓名判断により全て大文字のBONNIE PINKへと変更した。
カーディガンズをプロデュースし日本にスウェディッシュ・ポップを流行させたトーレ・ヨハンソン、シェリル・クロウやエルヴィス・コステロ等を手掛けたミッチェル・フルームら海外のプロデューサーを迎えたアルバムを制作。ほとんど英語詞のシングル「Heaven's Kitchen」を30万枚以上売り上げるなど、歌詞が英語では売れないという日本の音楽業界の常識を覆し、新たな女性シンガーソングライター像を確立した。近年は大ヒットしたシングル「A Perfect Sky」に関わったスウェーデンのBurning Chicken、ツアーでもバンマスを務める鈴木正人らの複数の音楽的ブレーンを曲ごとに起用し、多彩な彼女ならではのサウンドを深化させ続けている。

## 楽曲制作について
作詞に関しては、10歳の頃からデビュー前まで日記代わりに毎日"詩"を書くのが習慣だった。子供の頃から洋楽ばかり聞いていたため、英語で歌うことに興味があったが、デビュー当時は英語で浮かんだ歌詞を無理矢理日本語に置き変えていた。しかしトーレ・ヨハンソンが英語詞のデモ曲を褒めてくれたことで英語の曲を書くことも事務所から認められるようになった。作曲の経験は全くなかったので、当初は他人が書いた曲を歌う予定だった。しかしアルバムの候補曲を聞いても歌いたい気持ちになれず、そのことを事務所の人間に正直に打ち明けたところ、自分で作ることを提案されて作曲を始めた。
基本的には曲は家で作るが、メロディの断片的なものは乗り物で移動したり歩いたりと"体が揺れているとき"に頭に浮かぶことが多い。メロディと歌詞のどちらかが先にできることはなく、両方を同時に作りながら1曲を完成させる。ギターでコードを押さえながらコード感に合う映像をイメージしていくことで、言葉やメロディが導き出されていく。作詞のときに大事にしていることは、日本語でも英語でもその単語自体の言葉のアクセントを守ったままメロディに乗せることと、曲のグルーヴが止まらないように言葉のリズム感を大事にすること。詩の内容は八割方妄想だが、シンガーソングライターだから全て実際に経験していることだと思われるのが嫌で、人称も『君』と『僕』を使うなど、わざとひねった表現をしてストレートな言い方を避けていた。しかし年齢とともに少しずつ自分の女性性を受け入れられるようになり、『私』と『あなた』でも歌詞を書けるようになった。

## 主な使用機材
- Martin 00-21 NY（1963年製）- 主に作曲、レコーディングで使用。自分で初めて買ったギター。
- Fender USA Jaguar（1963年製）- プリンスの元ギタリストとして知られるWendy Melvoinが選んでくれたギター
- Taylor 614C  - インディゴ・ブルーのエレアコ。主にライブで使用。
- Taylor 712（1989年製）
- Taylor T‐5 Custom  - テイラー・ジャパンから永久レンタルされたチェリー・サンバーストの赤いエレアコ
- Gibson Hummingbird
- Roland RD-500
- Electro-Voice N/D967 - フラットヘッドが特長のマイク

ほか多数

## 来歴
6歳の頃にピアノを、小学校で合唱団に入って歌を始める。
英語に触れたのは小学生の頃。3歳年上の兄が通っていた英語塾へ一緒に通うようになった。またその兄の影響でビートルズやプリンス、マイケル・ジャクソン、レニー・クラヴィッツなどの洋楽ばかりを聴くようになり、中でも特にプリンスがお気に入りだった。そして英語の曲を聞き取って自分で歌詞を訳し、その後に歌詞カードと照らし合わせて趣味のようにして英語を習得して行った。
高校時代は同級生と結成したバンドでボーカルを務める。
デビューのきっかけは大学の文化祭。「自由に使える部室が欲しい」という不純な動機で音楽と映画を研究するサークルを立ち上げたところ、文化祭で学校側に活動していることをアピールしなければならなくなった。仕方なく女性メンバーでバンドを組んで出演したところ、噂が友人を通じて事務所に伝わり、女性ボーカリストばかり集めたコンピレーションアルバムに参加することが決まった。「大学生活のいい思い出」程度に思っていたが、そのまま事務所にソロデビューを勧められ、音楽を一生の仕事にする覚悟も自信もないままデビューが決まった。
1995年9月21日、自身の作詞・作曲によるアルバム『Blue Jam』でデビュー。そのアルバムからリカットした1stシングル「オレンジ」は全国38カ所のFMヘビーローテーションとなり、その歌唱力と作詞作曲センスに注目が集まる。その後、アルバム『Heaven's Kitchen』『evil and flowers』ではトーレ・ヨハンソンのプロデュース参加が話題となり、シングル「Heaven's Kitchen」（1997年）が約30万枚を売り上げるヒットを記録した。
1998年にアルバム『evil and flowers』を発表後、「BONNIE PINKと本来の自分とのギャップを感じる」ことを理由に単身渡米、活動休止に入った。それまで公私の区別もなくずっと仕事で疲れ果て、一定の評価を得ても専門的に勉強したことがないので自信が持てず不安は募る一方なのに表向きはBONNIE PINKとして毅然としていなければならず、音楽のことが嫌いになりかけていたことが理由だった。初めは休養と勉強のために3か月だけニューヨークに滞在する予定だったが、結局2年間を過ごすことになった。さまざまな経験を積んでいく中で自分に自信が持てるようになり、髪を赤く染めることも止めてよりナチュラルにふるまえるようになった。渡米の翌年にレーベルを移籍、2001年には芸名の小文字を大文字に変更した。
2003年、「Tonight, the Night」で知名度が上がり、FMラジオなどを中心にリクエストやランキングのチャートインなどが増えて徐々に人気が出るようになった。
2004年5月、約6年振りとなるトーレ・ヨハンソンによるフル・プロデュースのアルバム『Even So』をリリース、ロングセラーとなる。
2005年、デビュー10周年の9月21日にトーレ・ヨハンソン、Burning Chicken、Hod Davidの3組のプロデューサーが参加した8枚目のオリジナルアルバム『Golden Tears』をリリース。
2006年、映画「嫌われ松子の一生」で風俗嬢役で女優デビュー。さらに本人が劇中でソープ嬢に扮して歌う映画のテーマソング「LOVE IS BUBBLE」を5月にリリース。同じく5月に初の単行本『My life's in the bag〜出会いと思い出をカバンに詰めて〜』を講談社から発売。続く6月にはモデル蛯原友里を起用した資生堂「ANESSA」CMソング「A Perfect Sky」をリリース。久々にオリコンチャートのトップ10入り（5位）を果たし、20万枚を越えるヒットとなる。7月には初のベストアルバム『Every Single Day -Complete BONNIE PINK（1995-2006）-』発売。こちらも初登場2位を記録し、70万枚を越えるヒットとなった。同年末には第57回NHK紅白歌合戦に初出場した。
2007年、全国ツアーのファイナルで自身初となる日本武道館公演を行う。
2008年4月、WARNER MUSIC SWEDENよりアルバム『Thinking Out Loud』をリリースし、スウェーデンでCDデビュー。そのボーナストラックとして収録されたピーター・ビヨーン・アンド・ジョンのビヨーンのリミックスによる「A Perfect Sky (Björn Remix)」がスウェーデンのラジオ各局でヘビーローテーションされる。また同じく4月に全世界的な人気を誇るテレビゲーム「テイルズ オブ」シリーズのXbox 360用ソフト「テイルズ オブ ヴェスペリア」の海外用テーマソング「Ring A Bell」がiTunes Music Storeにて全世界同時配信される。6月4日にはこのTOVヴァージョンのミュージック・ビデオが「iTunes ワールドプレミア」にて世界10カ国で同時配信された。また8月6日に国内版ゲームのテーマソングである日本語詞バージョン「鐘を鳴らして」をCDシングルとして発売。11月26日リリースのクレイグ・デイヴィッドのベスト・アルバム『GREATEST HITS』日本国内盤のスペシャル・ボーナス・トラックとして、彼のヒット作「ALL THE WAY」で彼女がコラボレーションした楽曲が収録される。
2010年、デビュー15周年企画としてリレー式ショートムービー『フラレラ』が製作される。10月6日から特設WEBサイトにて15時間限定公開後、全6作品は1本にまとめられ、11月13日から19日までの1週間限定でユナイテッド・シネマ全国4カ所（東京：豊洲、埼玉：浦和、北海道：札幌、福岡：キャナルシティ13）で劇場公開された。
2011年3月25日、東北地方太平洋沖地震の被災者に向けて書き上げた応援ソング「The Sun Will Rise Again」をチャリティーソングとして配信開始。
2015年、デビュー20周年を迎える9月21日に東京・渋谷公会堂にてスペシャルライブ「BONNIE PINK 20th Anniversary Live "Glorious Kitchen"」を開催。このライブ中に、同年4月に結婚したことをファンに報告した。
2017年5月20日、4月に第1子となる女児を出産したことを公式サイトで発表した。

## ディスコグラフィ

### シングル
|      | 発売日         | タイトル              | 規格       | 規格品番   | 収録アルバム                                         | レーベル             | 備考 |
| ---- | -------------- | --------------------- | ---------- | ---------- | ---------------------------------------------------- | -------------------- | --- |
| 1st  | 1995年10月20日 | オレンジ              | 8cmCD      | PCDA-00772 | Blue Jam                                             | LOVE LITE/ STONE FOX | 井出靖プロデュース |
| 2nd  | 1996年4月19日  | Surprise!             | 12cmCD     | PCCA-00889 | -                                                    | LOVE LITE/ STONE FOX | 井出靖プロデュース |
| 3rd  | 1996年9月20日  | Do You Crash?         | 12cmCD     | PCCA-01001 | Heaven's Kitchen                                     | LOVE LITE/ STONE FOX | トーレ・ヨハンセンをプロデューサーに迎え、スウェーデンのタンバリン・スタジオでレコーディング。                                                              |
| 4th  | 1997年4月18日  | Heaven's Kitchen      | 8cmCD      | PCDA-00958 | Heaven's Kitchen                                     | LOVE LITE/ STONE FOX | トーレ・ヨハンセンのプロデュース |
| 5th  | 1997年6月18日  | It's gonna rain!      | 8cmCD      | PCDA-00976 | Heaven's Kitchen                                     | LOVE LITE/ STONE FOX | トーレ・ヨハンセンのプロデュース |
| 6th  | 1998年3月4日   | Forget Me Not         | 8cmCD      | PCDA-01038 | evil and flowers                                     | LOVE LITE/ STONE FOX | トーレ・ヨハンセンのプロデュース |
| 7th  | 1998年5月20日  | 金魚                  | 8cmCD      | PCDA-01056 | evil and flowers                                     | LOVE LITE/ STONE FOX | トーレ・ヨハンセンのプロデュース |
| 8th  | 1998年10月21日 | 犬と月                | 12cmCD     | PCCA-01236 | -                                                    | LOVE LITE/ STONE FOX | トーレ・ヨハンセンのプロデュース |
| 9th  | 1999年10月6日  | Daisy                 | 12cmCD     | AMCN-4450  | -                                                    | East West Japan      | 元レンタルズのTom Grimleyをプロデューサーに迎え、ロサンゼルスでレコーディング                                                                               |
| 10th | 2000年3月1日   | You Are Blue, So Am I | 12cmCD     | AMCN-4465  | Let go                                               | East West Japan      | ミッチェル・フルームとの共同プロデュースで、ロサンゼルスにてレコーディング。                                                                                |
| 11th | 2000年6月7日   | 過去と現実            | 12cmCD     | AMCN-4489  | Let go                                               | East West Japan      | ミッチェル・フルームとの共同プロデュースで、ロサンゼルスにてレコーディング。                                                                                |
| 12th | 2000年7月12日  | Sleeping Child        | 12cmCD     | AMCY-4478  | Let go                                               | East West Japan      | ミッチェル・フルームとの共同プロデュースで、ロサンゼルスにてレコーディング。                                                                                |
| 13th | 2001年2月7日   | Take Me In            | 12cmCD     | AMCN-4513  | Just a Girl                                          | East West Japan      | レコーディングに参加していたドラマーのアンソニー・ジョンソンとの共同プロデュースで、ニューヨークでレコーディング。                                          |
| 14th | 2001年5月9日   | Thinking Of You       | 12cmCD     | AMCN-4528  | Just a Girl                                          | East West Japan      | サポートメンバーの松岡モトキ、ソウルフラワーユニオンの奥野心也、そして本人による共同プロデュース。レコーディングは国内で実施。                              |
| 15th | 2001年8月29日  | 眠れない夜            | 12cmCD     | AMCN-4551  | Just a Girl                                          | East West Japan      | 松岡モトキとの共同プロデュース |
| 16th | 2003年1月22日  | Tonight, the Night    | 12cmCD     | WPC7-70003 | Present                                              | ORGANON              | トーレ・ヨハンセンとの共同プロデュース |
| 17th | 2004年1月21日  | Private Laughter      | 12cmCD     | WPCL-10066 | Even So                                              | ORGANON              | トーレ・ヨハンセンとの共同プロデュース |
| 18th | 2004年4月7日   | Last Kiss             | 12cmCD     | WPCL-10086 | Even So                                              | ORGANON              | トーレ・ヨハンセンとの共同プロデュース |
| 19th | 2005年8月3日   | So Wonderful          | 12cmCD     | WPCL-10210 | Golden Tears                                         | ORGANON              | プロデューサーにトーレ・ヨハンソンとBurning Chickenを起用                                                                                                   |
| 20th | 2006年5月10日  | LOVE IS BUBBLE        | 12cmCD     | WPCL-10263 | Every Single Day -Complete BONNIE PINK (1995-2006) - | WARNER MUSIC JAPAN   | 映画『嫌われ松子の一生』のテーマソングを収録。ミキシング・エンジニアとしてトーレ・ヨハンセンが参加。                                                        |
| 21st | 2006年6月28日  | A Perfect Sky         | 12cmCD     | WPCL-10327 | Every Single Day -Complete BONNIE PINK (1995-2006) - | WARNER MUSIC JAPAN   | 表題曲とカップリング曲をそれぞれBurning Chicken、LITTLE CREATURESの鈴木正人と共同プロデュース                                                               |
| 21st | 2006年6月28日  | A Perfect Sky         | 12cmCD     | WPCL-10319 | Every Single Day -Complete BONNIE PINK (1995-2006) - | WARNER MUSIC JAPAN   | 表題曲とカップリング曲をそれぞれBurning Chicken、LITTLE CREATURESの鈴木正人と共同プロデュース                                                               |
| 22nd | 2007年3月28日  | Anything For You      | 12cmCD+DVD | WPZL-30056 | Thinking Out Loud                                    | WARNER MUSIC JAPAN   | Burning Chickenとの共同プロデュース |
| 22nd | 2007年3月28日  | Anything For You      | 12cmCD     | WPCL-10399 | Thinking Out Loud                                    | WARNER MUSIC JAPAN   | Burning Chickenとの共同プロデュース |
| 23rd | 2007年6月6日   | Water Me              | 12cmCD     | WPCL-10408 | Thinking Out Loud                                    | WARNER MUSIC JAPAN   | 表題曲とカップリング曲をそれぞれソウルフラワーユニオンの奥野心也、Burning Chickenと共同プロデュース                                                         |
| 24th | 2008年8月6日   | 鐘を鳴らして          | 12cmCD+DVD | WPZL-30098 | ONE                                                  | WARNER MUSIC JAPAN   | Burning Chickenとの共同プロデュース |
| 24th | 2008年8月6日   | 鐘を鳴らして          | 12cmCD     | WPCL-10488 | ONE                                                  | WARNER MUSIC JAPAN   | Burning Chickenとの共同プロデュース |
| 25th | 2009年4月8日   | Joy/Happy Ending      | 12cmCD     | WPCL-10665 | ONE                                                  | WARNER MUSIC JAPAN   | ｢Joy｣は､マーティン･テレフェによるプロデュースでロンドンでレコーディング｡「Happy Ending」はBurning Chickenによるプロデュースでスウェーデンでレコーディング。 |
| 26th | 2010年9月22日  | カイト                | 12cmCD+DVD | WPZL-30227 | Dear Diary                                           | WARNER MUSIC JAPAN   | 表題曲はトーレ・ヨハンソン、カップリング曲はBurning Chickenがプロデュース                                                                                   |
| 26th | 2010年9月22日  | カイト                | 12cmCD     | WPCL-10874 | Dear Diary                                           | WARNER MUSIC JAPAN   | 表題曲はトーレ・ヨハンソン、カップリング曲はBurning Chickenがプロデュース                                                                                   |
| 27th | 2012年2月29日  | 冷たい雨              | 12cmCD+DVD | WPZL-30362 | Chasing Hope                                         | WARNER MUSIC JAPAN   | 表題曲はトーレ・ヨハンソン、カップリング曲はBurning Chickenがプロデュース                                                                                   |
| 27th | 2012年2月29日  | 冷たい雨              | 12cmCD     | WPCL-11055 | Chasing Hope                                         | WARNER MUSIC JAPAN   | 表題曲はトーレ・ヨハンソン、カップリング曲はBurning Chickenがプロデュース                                                                                   |
| 28th | 2012年7月4日   | 街の名前              | 12cmCD     | WPCL-11111 | Chasing Hope                                         | WARNER MUSIC JAPAN   | |

#### 配信限定シングル
| 枚   | 発売日        | タイトル                 | 収録アルバム | 備考 |
| ---- | ------------- | ------------------------ | ------------ | ---- |
| 1st  | 2008年4月16日 | Ring A Bell              |              |      |
| 2nd  | 2009年4月1日  | Fed Up feat. Craig David | ONE          |      |
| 3rd  | 2010年1月11日 | Morning Glory            | Dear Diary   |      |
| 4th  | 2010年5月5日  | Is This Love?            | Dear Diary   |      |
| 5th  | 2011年3月29日 | The Sun Will Rise Again  |              |      |
| 6th  | 2015年9月22日 | Spin Big                 | Infinity     |      |
| 7th  | 2016年3月24日 | We Belong                |              |      |
| 8th  | 2022年6月10日 | 宝さがし                 | Infinity     |      |
| 9th  | 2022年8月5日  | エレジー                 | Infinity     |      |
| 10th | 2023年4月7日  | Like a Tattoo            | Infinity     |      |
| 11th | 2023年7月7日  | HANABI Delight           | Infinity     |      |

#### ファンクラブ限定シングル
| 枚  | 発売日        | タイトル  | 備考 |
| --- | ------------- | --------- | ---- |
| 1st | 2016年9月13日 | Heartbeat |      |

### スタジオ・アルバム
|      | 発売日         | タイトル          | 規格    | 規格品番   | レーベル             | 備考 |
| ---- | -------------- | ----------------- | ------- | ---------- | -------------------- | --- |
| 1st  | 1995年9月21日  | Blue Jam          | CD      | PCCA-00799 | LOVE LITE/ STONE FOX | 井出靖プロデュースによるファースト・アルバム。井上富雄、木原龍太郎、笹沼位吉他が参加。 |
| 1st  | 2016年9月7日   | Blue Jam          | UHQCD   | PCCA-50250 | LOVE LITE/ STONE FOX | 井出靖プロデュースによるファースト・アルバム。井上富雄、木原龍太郎、笹沼位吉他が参加。 |
| 2nd  | 1997年5月16日  | Heaven's Kitchen  | CD      | PCCA-01083 | LOVE LITE/ STONE FOX | トーレ・ヨハンソンによるプロデュース。アルバムとしては初めてスウェーデンでレコーディングされた。 |
| 2nd  | 2016年9月7日   | Heaven's Kitchen  | UHQCD   | PCCA-50251 | LOVE LITE/ STONE FOX | トーレ・ヨハンソンによるプロデュース。アルバムとしては初めてスウェーデンでレコーディングされた。 |
| 3rd  | 1998年4月17日  | evil and flowers  | CD      | PCCA-01190 | LOVE LITE/ STONE FOX | トーレ・ヨハンソンによるプロデュース |
| 3rd  | 2016年9月7日   | evil and flowers  | UHQCD   | PCCA-50252 | LOVE LITE/ STONE FOX | トーレ・ヨハンソンによるプロデュース |
| 4th  | 2000年4月5日   | Let go            | CD      | AMCN-4770  | East West Japan      | ミッチェル・フルームとの共同プロデュース |
| 5th  | 2001年10月24日 | Just a Girl       | CD      | AMCN-4565  | East West Japan      | 日本人ミュージシャンによるプロデュースを中心に、本人がセルフプロデュースを手掛けた楽曲も収録。 |
| 6th  | 2003年2月19日  | Present           | CCCD    | WPC7-10160 | ORGANON              | OUTSIDEのマット・クーパーとの共同プロデュース。トーレ・ヨハンソンのプロデュースしたシングル曲も収録。 |
| 6th  | 2003年2月19日  | Present           | CD      | WPCL-10185 | ORGANON              | OUTSIDEのマット・クーパーとの共同プロデュース。トーレ・ヨハンソンのプロデュースしたシングル曲も収録。 |
| 7th  | 2004年5月12日  | Even So           | CD      | WPCL-10090 | ORGANON              | トーレ･ヨハンソンが全曲プロデュース |
| 8th  | 2005年9月21日  | Golden Tears      | CD      | WPCL-10220 | WARNER MUSIC JAPAN   | トーレ・ヨハンソン、Burning Chicken、ホッド・デヴィッドの3組によるプロデュース |
| 9th  | 2007年7月25日  | Thinking Out Loud | CD+DVD  | WPZL-30060 | WARNER MUSIC JAPAN   | Burning Chickenとの共同プロデュース。ソウルフラワーユニオンの奥野心也プロデュースによるシングル曲を収録。 |
| 9th  | 2007年7月25日  | Thinking Out Loud | CD      | WPCL-10419 | WARNER MUSIC JAPAN   | Burning Chickenとの共同プロデュース。ソウルフラワーユニオンの奥野心也プロデュースによるシングル曲を収録。 |
| 9th  | 2008年4月8日   | Thinking Out Loud | CD      | WPCL-10419 | WARNER MUSIC JAPAN   | 輸入盤（レーベル：WM Sweden） |
| 10th | 2009年5月13日  | ONE               | CD+DVD  | WPZL-30122 | WARNER MUSIC JAPAN   | KTタンストール、ジェイムス・モリソン、ジェイソン・ムラーズらのプロデュースを手掛けたMartin Terefe (LONDON/U.K.)、ネリー・ファータドのプロダクション・チーム Track&Field (L.A./U.S.A.)、ポップ・ロックバンドTeddybears (Stockholm/SWEDEN)、Burning Chicken (Malmo/SWEDEN) という海外のプロデューサーらと現地でレコーディング |
| 10th | 2009年5月13日  | ONE               | CD      | WPCL-10674 | WARNER MUSIC JAPAN   | KTタンストール、ジェイムス・モリソン、ジェイソン・ムラーズらのプロデュースを手掛けたMartin Terefe (LONDON/U.K.)、ネリー・ファータドのプロダクション・チーム Track&Field (L.A./U.S.A.)、ポップ・ロックバンドTeddybears (Stockholm/SWEDEN)、Burning Chicken (Malmo/SWEDEN) という海外のプロデューサーらと現地でレコーディング |
| 11th | 2010年10月6日  | Dear Diary        | 2CD+DVD | WPZL-30212 | WARNER MUSIC JAPAN   | プロデュースにはトーレ・ヨハンソンやBurning Chickenなどの海外プロデューサーの他、日本からは會田茂一、Curly Giraffeが参加。 |
| 11th | 2010年10月6日  | Dear Diary        | CD      | WPCL-10847 | WARNER MUSIC JAPAN   | プロデュースにはトーレ・ヨハンソンやBurning Chickenなどの海外プロデューサーの他、日本からは會田茂一、Curly Giraffeが参加。 |
| 12th | 2012年7月25日  | Chasing Hope      | CD+DVD  | WPZL-30403 | WARNER MUSIC JAPAN   | プロデュースには鈴木正人を中心に日本から會田茂一、Curly Giraffe、海外からはトーレ・ヨハンソン、Burning Chickenが参加。 |
| 12th | 2012年7月25日  | Chasing Hope      | CD      | WPCL-11114 | WARNER MUSIC JAPAN   | プロデュースには鈴木正人を中心に日本から會田茂一、Curly Giraffe、海外からはトーレ・ヨハンソン、Burning Chickenが参加。 |
| 13th | 2023年9月6日   | Infinity          | CD      | QYCL-10038 | Pinxter/TAISUKE      | |

### ベスト・アルバム
|     | 発売日         | タイトル                                             | 規格    | 規格品番   | レーベル             | 備考 |
| --- | -------------- | ---------------------------------------------------- | ------- | ---------- | -------------------- | --- |
| 1st | 1999年12月17日 | Bonnie's Kitchen ＃1                                 | CD      | PCCA-01402 | LOVE LITE/ STONE FOX | |
| 2nd | 2000年1月19日  | Bonnie's Kitchen ＃2                                 | CD      | PCCA-01405 | LOVE LITE/ STONE FOX | |
| 3rd | 2006年7月26日  | Every Single Day -Complete BONNIE PINK (1995-2006) - | 2CD+DVD | WPZL-30044 | WARNER MUSIC JAPAN   | ポニーキャニオン、ワーナーとレーベルをまたいで楽曲を収録 |
| 3rd | 2006年7月26日  | Every Single Day -Complete BONNIE PINK (1995-2006) - | 2CD     | WPCL-10320 | WARNER MUSIC JAPAN   | ポニーキャニオン、ワーナーとレーベルをまたいで楽曲を収録 |
| 4th | 2017年7月19日  | プラチナムベスト BONNIE PINK〜BONNIE’S KITCHEN       | UHQCD   | PCCA-50273 | ポニーキャニオン     | ポニーキャニオン在籍時にリリースしたベスト盤BONNIE'S KITCHEN #1, 2をワンパッケージにまとめたベスト盤。2016年オリジナルアルバム再発時のリマスター音源を使用。 |

### その他のアルバム
|            | 発売日         | タイトル                                                                   | 規格   | 規格品番   | レーベル             | 備考 |
| ---------- | -------------- | -------------------------------------------------------------------------- | ------ | ---------- | -------------------- | --- |
| サントラ   | 1997年9月19日  | Lie lie Lie                                                                | CD     | PCCR-00265 | LOVE LITE/ STONE FOX | 豊川悦司、鈴木保奈美、佐藤浩市主演映画「Lie lie Lie」のサントラ盤。ボニー・ピンクの書き下ろし楽曲と吉俣良による劇伴を収録。 |
| リミックス | 2002年2月27日  | re*PINK BONNIE PINK REMIXES                                                | CD     | WPC7-10130 | ORGANON              | |
| ライヴ     | 2003年8月6日   | Pink in Red〜BONNIE PINK LIVE 2003 "Tonight, the Night" at AKASAKA BLITZ〜 | CD+DVD | TACD-003   | Pinxter              | 30,000枚限定生産 |
| カバー     | 2005年6月22日  | REMINISCENCE                                                               | CD     | WPCL-10193 | WARNER MUSIC JAPAN   | |
| ミニ       | 2008年11月26日 | CHAIN                                                                      | CD     | WPCL-10623 | WARNER MUSIC JAPAN   | クリスマス・バラード「CHAIN」と洋楽クリスマスソングのカバー4曲を収録した自身初のクリスマス盤                                |
| リメイク   | 2011年9月21日  | Back Room -BONNIE PINK Remakes-                                            | CD+DVD | WPZL-30316 | WARNER MUSIC JAPAN   | プロデュースは鈴木正人 |
| リメイク   | 2011年9月21日  | Back Room -BONNIE PINK Remakes-                                            | CD     | WPCL-10992 | WARNER MUSIC JAPAN   | プロデュースは鈴木正人 |

### アナログレコード
| 発売日         | タイトル                              | 規格               | 規格品番   | レーベル              | 備考             |
| -------------- | ------------------------------------- | ------------------ | ---------- | --------------------- | ---------------- |
| 1996年6月28日  | We've gotta find a way back to love   | 12インチシングル盤 | PUSDEP-004 | PURE SAND             | 限定1000枚       |
| 1997年4月18日  | Heaven's Kitchen                      | 7インチシングル盤  | PCKA-0009  | LOVE LITE/ STONE FOX  |                  |
| 1997年10月3日  | Lie Lie Lie                           | 12インチシングル盤 | PUSDEP-015 | PURESAND              |                  |
| 1998年5月20日  | e.p.                                  | 10インチシングル盤 | PCJA-00027 | LOVE LITE/ STONE FOX  |                  |
| 1998年10月21日 | 犬と月                                | 12インチシングル盤 | PCJA-00035 | LOVE LITE/ STONE FOX  |                  |
| 2000年4月5日   | Fish                                  | 12インチシングル盤 | MQJN-6     | East West Japan       |                  |
| 2000年7月12日  | Sleeping Child Remix*1                | 12インチシングル盤 | MQJN-7     | East West Japan       |                  |
| 2000年7月12日  | Sleeping Child Remix*2                | 12インチシングル盤 | MQJN-8     | East West Japan       |                  |
| 2001年5月9日   | Thinking Of You                       | 10インチシングル盤 | MQJN-14    | East West Japan       |                  |
| 2005年9月21日  | Don't Get Me Wrong with The Miceteeth | 7インチシングル盤  | DSP-027    | Duck Soup Productions |                  |
| 2016年9月7日   | Blue Jam                              | LPレコード         | PCJA-00060 | ポニーキャニオン      |                  |
| 2022年11月3日  | Blue Jam                              | LPレコード         | PCJA-00106 | ポニーキャニオン      | カラービニール盤 |
| 2016年9月7日   | Heaven's Kitchen                      | LPレコード         | PCJA-00061 | ポニーキャニオン      |                  |
| 2022年11月3日  | Heaven's Kitchen                      | LPレコード         | PCJA-00107 | ポニーキャニオン      | カラービニール盤 |
| 2016年9月7日   | evil and flowers                      | LPレコード         | PCJA-00062 | ポニーキャニオン      |                  |
| 2022年11月3日  | evil and flowers                      | LPレコード         | PCJA-00108 | ポニーキャニオン      | カラービニール盤 |

### 映像作品
|            | 発売日        | タイトル                                                 | 規格 | 規格品番   | レーベル           | 備考                                                                                                |
| ---------- | ------------- | -------------------------------------------------------- | ---- | ---------- | ------------------ | --------------------------------------------------------------------------------------------------- |
| Clip集     | 2002年2月20日 | B.P.V. VOL.1 (1995-1998)                                 | DVD  | PCBP-50510 | ポニーキャニオン   | |
| Clip集     | 2003年2月26日 | B.P.V. VOL.2 (1999-2003)                                 | DVD  | WPB7-90013 | WARNER MUSIC JAPAN | |
| Document   | 2005年9月21日 | BONNIE PINK GOES OVERSEAS                                | DVD  | TACD-008   | Pinxter/ ゼロット  | 2005年春にフランス、カナダ、アメリカの三ヵ所で敢行したライブツアードキュメンタリー                  |
| Live       | 2006年8月23日 | TOUR 2005 "Golden Tears"                                 | DVD  | WPBL-90079 | WARNER MUSIC JAPAN | 2005年10月に東京厚生年金会館で行ったライブ「BONNIE PINK 2005 TOUR -Golden Tears-」の模様を収録      |
| Live       | 2008年4月9日  | TOUR 2007 "Thinking Out Loud" Final at 日本武道館        | DVD  | WPBL-90107 | WARNER MUSIC JAPAN | 2007年10月26日に行われたBONNIE PINK TOUR2007"Thinking Out Loud" Finalの武道館公演の中から21曲を収録 |
| Short film | 2011年3月9日  | フラレラ BONNIE PINK 15周年企画 リレー式ショートムービー | DVD  | WPBL-90149 | WARNER MUSIC JAPAN | デビュー15周年を記念して、縁のある6人のクリエーターが共同制作したリレー式ショートムービー           |

### 参加作品
| 発売日            | 曲名                                                          | 収録された作品                                                             | 備考 |
| ----------------- | ------------------------------------------------------------- | -------------------------------------------------------------------------- | --- |
| 1994年8月21日     | 4 SEASONS LOVER                                               | BOOGIE MAN「PACHINCO★MAN」                                                 | デビュー前にコーラスで参加 |
| 1994年9月21日     | FREEDOM                                                       | Various Artists『Ladies in MOTION』                                        | BONNIE PINKとしてデビューする前に本名の浅田香織名義でChance Recordsのコンピレーション盤に参加 |
| 1994年9月21日     | CRAZY FLIGHT                                                  | Various Artists『Ladies in MOTION』                                        | BONNIE PINKとしてデビューする前に本名の浅田香織名義でChance Recordsのコンピレーション盤に参加 |
| 1996年            | The microphone song                                           | Poetized「E.P.」                                                           | スウェーデンのヒップホップ・バンドの楽曲にコーラスで参加 |
| 1996年7月19日     | Sugary Man                                                    | COKE BERRY『Sugar Plum Fairy』                                             | |
| 1996年11月1日     | PLASTIC DUMMY                                                 | WORLD FAMOUS『SUMMER』                                                     | |
| 1998年3月18日     | BLACKBIRD                                                     | Various Artists『In My Life』                                              | 音楽プロデューサーのジョージ・マーティンが息子のジャイルズ・マーティンと共同プロデュースしたコンピレーション盤に参加 |
| 1998年5月30日     | Windy Lady                                                    | MOOMIN『Feel Alright!』                                                    | 山下達郎のカバー |
| 2000年11月22日    | 石と卵                                                        | 佐野元春『GRASS〜The 20th Anniversary Edition's 2nd〜』                    | |
| 2002年1月23日     | Get Out! feat. BONNIE PINK & VERBAL                           | DJ HASEBE「Get Out! feat. BONNIE PINK & VERBAL」                           | |
| 2002年1月23日     | Red Hot Shoes feat. BONNIE PINK                               | DJ HASEBE「Get Out! feat. BONNIE PINK & VERBAL」                           | |
| 2002年2月27日     | Under The Sun                                                 | atami「Under The Sun」                                                     | |
| 2002年4月10日     | 赤いスイートピー feat.BONNIE PINK                             | What's Love?「恋の味」                                                     | 松田聖子のカバー |
| 2002年7月10日     | Red Hot Shoes feat. BONNIE PINK -OLD NICK ver.-               | DJ HASEBE『TAIL OF OLD NICK』                                              | |
| 2002年7月10日     | Get Out! feat. BONNIE PINK & VERBAL -OLD NICK ver.-           | DJ HASEBE『TAIL OF OLD NICK』                                              | |
| 2004年5月12日     | ORIGIN OF LOVE                                                | Various Artists『HEDWIG AND THE ANGRY INCH TRIBUTE』                       | 日本人アーティストによる「ヘドウィグ・アンド・アングリーインチ」のトリビュート・アルバムに参加 |
| 2004年6月1日      | Please Mr.Postman @boy'sroom                                  | Original Soundtrack「かまち」                                              | 角川配給映画「かまち」劇中歌。インディーズ・レーベルからリリースされたサウンドトラックに別アレンジで2曲を収録。 |
| 2004年6月1日      | Please Mr.Postman @laidback                                   | Original Soundtrack「かまち」                                              | 角川配給映画「かまち」劇中歌。インディーズ・レーベルからリリースされたサウンドトラックに別アレンジで2曲を収録。 |
| 2004年9月         | Dance with me (JFL Ver.)                                      | （未発売）                                                                 | CHEMISTRYの楽曲。2004年9月にJAPAN FM LEAGUE (JFL) が1ヶ月間に渡り展開した音楽キャンペーン「Power Of Music」のキャンペーン・ソングに奥田民生、東京スカパラダイスオーケストラ、ジェイクシマブクロと参加。ラジオOA期間は同年9月1日 - 30日。BONNIE PINK参加のヴァージョンは9月25日よりOA.。 |
| 2004年11月3日     | You are the NO.1 (Hey DJ) feat. BONNIE PINK                   | KREVA「新人クレバ」                                                        | |
| 2004年11月26日    | above the clouds                                              | meister「above the clouds」                                                | |
| 2005年5月21日     | Tokyo Girl                                                    | HONESTY「AMERICAN ROCK」                                                   | |
| 2005年9月30日     | Revolution                                                    | Various Artists『HAPPY BIRTHDAY, JOHN』                                    | ジョン・レノンのトリビュート・アルバムに参加 |
| 2006年2月22日     | a world without love                                          | Fantastic Plastic Machine『imaginations』                                  | |
| 2006年4月26日     | 君たちキウイ・パパイア・マンゴーだね。                        | Various Artists『Words of 雪之丞』                                         | 中原めいこのカバー。作詞家・森雪之丞のトリビュート・アルバムに参加。 |
| 2006年11月8日     | Love Song                                                     | m-flo loves BONNIE PINK「Love Song」                                       | |
| 2007年7月11日     | 人魚                                                          | Various Artists『the popular music 〜筒美京平トリビュート〜』              | NOKKOのカバー。作曲家・筒美京平のトリビュート・アルバムに参加。 |
| 2007年7月25日     | 花さかフィーバー                                              | ウルフルズ「両方 For You／泣けてくる」                                     | Superflyと共にコーラスで参加 |
| 2007年9月26日     | Love Song -Danny Byrd Remix- Remixed by Danny Byrd            | m-flo『electriCOLOR -COMPLETE REMIX-』                                     | |
| 2008年6月25日     | 笑ってみせてくれ                                              | BAND FOR "SANKA"「笑ってみせてくれ」                                       | 2008年北京オリンピックに向けた日本選手団の第3代公式応援曲に参加 |
| 2008年11月26日    | ALL THE WAY feat. BONNIE PINK                                 | Craig David『GREATEST HITS』                                               | |
| 2009年5月13日     | Spilt Milk feat. BONNIE PINK                                  | Curly Giraffe『Thank You For Being A Friend e.p.』                         | |
| 2009年5月31日まで | Oh! RADIO                                                     | （配信限定）                                                               | 大阪のJFL系FMラジオ局FM802の開局20周年を記念して制作された楽曲を歌うRADIO SOUL 20のメンバーの一人として参加。忌野清志郎「Oh! RADIO」参照。 |
| 2009年9月16日     | コロナ & ライム feat. BONNIE PINK                             | GAGLE『SLOW BUT STEADY』                                                   | |
| 2009年10月21日    | Run Run Run feat. BONNIE PINK                                 | Curly Giraffe『Thank You For Being A Friend』                              | |
| 2010年3月3日      | HAPPY BIRTHDAY TO YOU                                         | （配信限定）                                                               | ユニセフのキャンペーン「HAPPY BIRTHDAY DOWNLOAD for children」に参加。J-WAVEの番組「HAPPY BIRTHDAY FOR CHILDREN」でも3月3日にOA.。 |
| 2011年12月7日     | Be there feat. BONNIE PINK                                    | 大橋トリオ『L』                                                            | |
| 2012年3月7日      | All You Need Is Love                                          | JAPAN UNITED with MUSIC「All You Need Is Love」                            | |
| 2013年2月13日     | Twinkle of My Eyes [Q;indivi+BONNIE PINK]                     | （配信限定）                                                               | Q;indivi+が作曲・編曲を担当、BONNIE PINKが作詞・ボーカルを担当した。 |
| 2013年8月7日      | Hey Tagger, I'm Here (SOIL&"PIMP"SESSIONS feat. BONNIE PINK)  | SOIL&"PIMP"SESSIONS『CIRCLES』                                             | BONNIE PINKが作詞・ボーカルを担当した。 |
| 2014年10月2日     | 衣替え feat. BONNIE PINK                                      | tofubeats『First Album』                                                   | |
| 2014年11月26日    | YaMeTa!!!                                                     | Rake feat.BONNIE PINK「YaMeTa!!!」                                         | |
| 2014年12月9日     | time will tell (tofubeats with BONNIE PINK)                   | Various Artists『宇多田ヒカルのうた -13組の音楽家による13の解釈について-』 | 宇多田ヒカルのカバー。トリビュート・アルバムに参加。 |
| 2016年1月20日     | 衣替え feat. BONNIE PINK - tofubeats Remix                    | tofubeats『POSITIVE REMIXES』（初回限定生産盤）                            | |
| 2016年1月20日     | 衣替え feat. BONNIE PINK - John Gastro＆tofubeats 1960s Remix | tofubeats『POSITIVE REMIXES』（初回限定生産盤）                            | |
| 2017年2月22日     | 僕の人生の今は何章目ぐらいだろう                              | ウルフルズ『ウルフルズTribute 〜Best of Girl Friends〜』                   | ウルフルズのカバー。トリビュート・アルバムに参加。 |
| 2020年9月15日     | Little Bit Better with BONNIE PINK                            | ZEUS『ZEUS』                                                               | BONNIE PINKが作詞・ボーカルを担当した。 |
| 2021年11月3日     | Wonderland feat. BONNIE PINK                                  | Night Tempo『Ladies In The City』                                          | BONNIE PINKが作詞・ボーカルを担当した。 |
| 2023年9月20日     | Needy Greedy feat. BONNIE PINK                                | Night Tempo『Neo Standard』                                                | |

### 楽曲提供
| 発売日         | タイトル              | 収録された作品                                      |                |
| -------------- | --------------------- | --------------------------------------------------- | -------------- |
| 2004年10月20日 | Ladybug               | 上原多香子「Galaxy Legend／Ladybug」                | 作詞・作曲     |
| 2005年5月25日  | Call Me               | YOSHIKA「Call Me」                                  | 作詞・作曲     |
| 2008年4月2日   | Say Anything          | 244 ENDLI-x「I AND 愛」                             | 作詞・コーラス |
| 2010年3月17日  | 37℃                   | JUJU「JUJU」                                        | 作詞           |
| 2011年5月25日  | You're my best friend | 観月ありさ「SpeciAlisa」                            | 作詞・作曲     |
| 2015年5月27日  | Woman                 | Superfly「WHITE」                                   | 作詞・作曲     |
| 2017年7月12日  | Emmm...               | 平井堅「Ken Hirai Singles Best Collection 歌バカ2」 | 作詞・作曲     |
| 2018年6月6日   | Free to Fly           | 今井美樹「Sky」                                     | 作詞・作曲     |
| 2022年12月18日 | カノン                | 一青窈「一青尽図」                                  | 作曲           |

## 出版物

### 書籍
| 発売日        | タイトル                                               | 備考               |
| ------------- | ------------------------------------------------------ | ------------------ |
| 2006年5月23日 | My life's in the bag〜出会いと思い出をカバンに詰めて〜 | ISBN 9784062134422 |

### 雑誌連載
- BARFOUT!「Go With the Flow」（2000年10月号 - 2002年10月号 幻冬舎）
- FRaU BONNIE PINKの「この歌が好き」（2013年10月号 - 12月号 講談社）

### Web
- POPEYE Web「TOWN TALK」（2022年6月度 - コラム掲載）

## 出演

### テレビ
- スペースシャワーTV「YO-HO」（スカパー!・CSバーン - アシスタント 1996年4月 - 1997年3月）

### ラジオ
- Artist Paradise Tuesday with Bonnie Pink（bayfm 毎週火曜深夜26:00 - 27:00、1997年4月 - 1998年3月）
- TOYOTA ROAD TO TOMORROW（J-WAVE 2011年9月マンスリーナビゲーター）
- Music Unlimited TOKYO VAGABOND（J-WAVE 2015年1月マンスリーナビゲーター、木曜担当）
- ポップ・リワインド90’s サマーナイト2015（NHK-FM 2015年8月15日ナビゲーター）
- 夜のプレイリスト（NHK-FM 2022年8月第1週ナビゲーター）

### 映画
- 嫌われ松子の一生（2006年 東宝） - 綾乃 役
- BONNIE PINK 15周年企画 リレー式ショートムービー「フラレラ」（2010年） - ソーセージ工場作業員 役

### イメージキャラクター
- オンワード樫山「23区」（2005年8月1日 - 2006年1月31日）

### コラボレーション
- UNIQLO「BONNIE PINK×UT」（2010年）
- GUNZE BODY WILD「フラレライオンパンツ」（2010年）
- PENTAX K-r「BONNIE PINK MODEL」（2011年）
- UNITED ARROWS「LOVE FOR NIPPON×BEAUTY&YOUTH UNITED ARROWS」（2011年）
- 本家尾張屋「たからちゃん」（2015年）

## タイアップ一覧
| 曲名                                      | タイアップ                                                                            |
| ----------------------------------------- | ------------------------------------------------------------------------------------- |
| Heaven's Kitchen                          | 味の素マヨネーズ「ピュアセレクト」CMソング                                            |
| Heaven's Kitchen                          | 松竹配給映画「落下する夕方」挿入歌                                                    |
| Lie Lie Lie                               | 東映配給映画「Lie lie Lie」主題歌                                                     |
| たとえばの話                              | 東映配給映画「Lie lie Lie」エンディングテーマ                                         |
| It's gonna rain!                          | フジテレビ系アニメ「るろうに剣心 -明治剣客浪漫譚-」エンディングテーマ                 |
| It's gonna rain!                          | 松竹配給映画「落下する夕方」挿入歌                                                    |
| 犬と月                                    | デジタルツーカー北海道・北陸地域CMソング                                              |
| Daisy                                     | 昭和産業「太陽のリストランテパスタ」CMソング                                          |
| 過去と現実                                | 日本テレビ系「ZZZ ホットパンツ」エンディングテーマ                                    |
| Take Me In                                | DDIポケット「feelH"」CMソング                                                         |
| Thinking of You                           | テレビ朝日系「人気者でいこう!」エンディングテーマ                                     |
| Last Kiss                                 | フジテレビ系アニメ「GANTZ 〜the first stage〜」エンディングテーマ                     |
| I'm in the mood for dancing               | サントリー「カロリ。」CMソング                                                        |
| Cotton Candy                              | WOWOWテレビアニメ「強殖装甲ガイバー」エンディングテーマ                               |
| You Got Me Good                           | セガトイズ「サウンドキャリア」CMソング                                                |
| Believe                                   | 日活配給映画「ベルベット・レイン」イメージソング                                      |
| LOVE IS BUBBLE                            | 東宝配給映画「嫌われ松子の一生」主題歌                                                |
| A Perfect Sky                             | 資生堂「ANESSA」CMソング 北日本放送「ゼロいち」エンディングテーマ                     |
| Anything For You                          | au by KDDI「ケータイの掟」CMソング                                                    |
| Water Me                                  | フジテレビ系ドラマ「わたしたちの教科書」主題歌                                        |
| Gimme A Beat                              | 日産自動車「MOCO」CMソング                                                            |
| MAGICAL MYSTERY TOUR                      | NHKテレビ「英語でしゃべらナイト」2007年度主題歌                                       |
| Ring A Bell                               | バンダイナムコゲームス「テイルズ オブ ヴェスペリア」海外版主題歌                      |
| 鐘を鳴らして                              | バンダイナムコゲームス「テイルズ オブ ヴェスペリア」日本版主題歌                      |
| 鐘を鳴らして                              | 角川配給アニメ映画「テイルズ オブ ヴェスペリア〜The First Strike〜」主題歌            |
| 鐘を鳴らして                              | バンダイナムコゲームス「テイルズ オブ ヴェスペリア」CMソング                          |
| A Perfect Sky (Björn Remix)               | 舞台「ダブルブッキング!」テーマソング                                                 |
| CHAIN                                     | 「第28回 さっぽろホワイトイルミネーション」コラボレートソング                         |
| CHAIN                                     | TBS系「メガデジ」11月度エンディングテーマ                                             |
| Try Me Out                                | アテニアCMソング                                                                      |
| Princess Incognito                        | 三井アウトレットパーク ジャズドリーム長島CMソング                                     |
| 秘密                                      | docomo STYLE series「N-08A」CMソング                                                  |
| Morning Glory                             | フジテレビ「めざにゅ〜」テーマソング                                                  |
| Is This Love?                             | ライオン「Ban」CMソング                                                               |
| カイト                                    | BONNIE PINK 15周年企画 リレー式ショートムービー「フラレラ」主題歌                     |
| ナミナミ                                  | Yakult Beautiens「REVECY」CMソング                                                    |
| Look Me In The Eyes                       | エムティーアイ「music.jp」CMソング                                                    |
| 冷たい雨                                  | 日本テレビ系ドラマ「ダーティ・ママ!」主題歌                                           |
| 流れ星                                    | 「めざまし☆プラネタテレビ～めざましくんの宇宙ナビ～」イメージソング                   |
| Stand Up!                                 | ファッション通販マガジン「イマージュ」2012秋冬CMソング                                |
| Twinkle of My Eyes [Q;indivi+BONNIE PINK] | Johnson & Johnson「ワンデー アキュビュー ディファイン」CMソング                       |
| We Belong                                 | バンダイナムコゲームス「テイルズ オブ アスタリア -結晶の大地と導きの光-」テーマソング |
| 宝さがし                                  | NHKテレビ「みんなのうた」2022年6月・7月度放送曲                                       |
| エレジー                                  | ドキュメンタリー映画「for you 人のために」主題歌                                      |
| エレジー                                  | ドキュメンタリー映画「生きるFROM NAGASAKI」主題歌                                     |
| Like a Tattoo                             | テレビ東京系ドラマ「私と夫と夫の彼氏」エンディングテーマ                              |

## ライブ
- 1997年
  - Bonnie Pink "Heaven's Kitchen" TOUR
  - Bonnie Pink 1997 学園祭Live
  - Bonnie Pink LIVE FOR NEXT KITCHEN
- 1998年 - Bonnie Pink Tour "Goldfish"
- 2000年 - Bonnie Pink Tour "Let go"
- 2001年 - BONNIE PINK TOUR "Just a Girl"
- 2002年 - BONNIE PINK 2002 "学園祭LIVE"TOUR
- 2003年 - LIVE 2003 "Tonight, the Night"
- 2004年 - BONNIE PINK TOUR "Even So"
- 2005年
  - BONNIE PINK 10th Anniversary SPECIAL EVENT
  - BONNIE PINK TOUR "Golden Tears"
- 2006年 - BONNIE PINK Tour 2006 "Under The Perfect Sky"
- 2007年
  - BONNIE PINK Tour 2007 "Thinking Out Loud"
  - BONNIE PINK Tour 2007 "Thinking Out Loud" Final at 日本武道館
- 2008年
  - BONNIE PINK LIVE 2008 "Pump It Up!"
  - BONNIE PINK プレミアム・クリスマス・ ナイト at Billboard Live TOKYO
  - HOLY WINTER 〜 SEASON OF LOVE J-WAVE 2008 - CHRISTMAS LIVE@TOKYO CITY VIEW
  - FM NORTH WAVE HOLIDAY SPECIAL「NEW CHITOSE AIRPORT Fleur presents"WORLD CHRISTMAS」
- 2009年
  - J-WAVE CAFE PARADISO PREMIUM〜BONNIE PINK 女性限定 LIVE & TALK〜
  - BONNIE PINK TOUR 2009 "ONE"
- 2010年 - BONNIE PINK TOUR 2010 "Dear Diary"
- 2011年 - 恋するパワーガールズパーティ★ 〜女の子だけの秋まつり〜
- 2011年 - BONNIE PINK Acoustic Live Tour 2011 "@thebackroom"
- 2012年 - BONNIE PINK TOUR 2012 "Chasing Hope"
- 2013年
  - BONNIE PINK with 新日本フィルハーモニー交響楽団
  - "BONNIE PINK Coin Toss Tour" 「HEADS」&「TAILS」
- 2014年 - BONNIE PINK TOUR 2014 "Almost 20" & FINAL "Still 19"
- 2015年
  - BONNIE PINK 20th Anniversary Live "Glorious Kitchen"
  - BONNIE PINK 20th Anniversary TOUR 2015
- 2023年
  - BONNIE PINK LIVE 2023 "Infinity"

### 主な出演イベント
- RISING SUN ROCK FESTIVAL 2004 in EZO（2004年）
- ベリテンライブ（2004年、2009年）
- MIDEM（国際音楽産業見本市）（2005年）
- CMW2005（Canadian Music Week 2005）（2005年）
- SXSW（サウスバイサウスウエスト）（2005年）
- GIRL POP FACTORY（2005年、2007年）
- Dream Power ジョン・レノン スーパー・ライヴ（2005年、2007年、2008年、2009年、2010年、2011年）
- ap bank fes（2006年、2007年（中止）[注 14]、2008年、2011年）
- Live Earth（2007年）
- ロックの学園（2007年）
- WORLD HAPPINESS（2008年）
- お台場合衆国〜めざましライブ〜（2009年、2010年）
  - めざまし LIVE ISLAND TOUR 2013 in 沖縄（2013年）
- やくしま森祭り（2009年）
- KOYABU SONIC（2010年、2011年）[注 15]
- HAPPY MUSIC FESTA（2010年、2011年、2012年、2013年）
- WARNER MUSIC JAPAN 40th.Anniversary 〜100年MUSIC FESTIVAL〜（2010年）
- テイルズ オブ フェスティバル 2012（2012年）
- JOIN ALIVE（2012年、2013年）
- OTODAMA ACO ROCK FES 2012（2012年）
  - 音霊 OTODAMA SEA STUDIO 2013～SUNSET BEACH 2013～（2013年）
  - 音霊 OTODAMA SEA STUDIO 2014～SOUND OF HER VOICE 2014～（2014年）
- 東京Meets Vol.7（2012年）
- Slow Music Slow LIVE（2012年、2013年、2014年）
- COUNTDOWN JAPAN（2012年）
- MIYAGI POKERUN（2014年）